# Bugvisier
Ein Bugvisier, gewöhnlich auch Bugklappe genannt, ist ein schwenkbarer Verschluss der Öffnung des Schiffsbugs einer RoRo-Fähre, das geöffnet die Ein- und Ausfahrt von Fahrzeugen zulässt. Üblicherweise schwenken diese wie das Visier eines Schutzhelms entweder einteilig nach oben oder zweigeteilt zur Seite. 
Das Bugvisier wird durch seitliche Bolzen gegen unbeabsichtigtes Öffnen gesichert. Auch wird das Schiffinnere auf See bei einigen Schiffen durch ein Schott, das in der Regel als Fahrzeugrampe dient, oder ein zusätzliches Hochseeschott gegen Wassereintritt gesichert.
Der Begriff Bugvisier ging bei den Schiffskatastrophen der Herald of Free Enterprise 1987 und der Estonia 1994 durch die Medien. In beiden Fällen führte Wassereintritt über die Bugöffnung zum Untergang der Schiffe, da die durchgehenden Autodecks nicht durch Schotten und voneinander getrennte, wasserdichte Sektionen gesichert waren. Teilweise verzichtete man danach bei Schiffsneubauten auf eine Bugklappe oder schweißte vorhandene Bugvisiere zu.

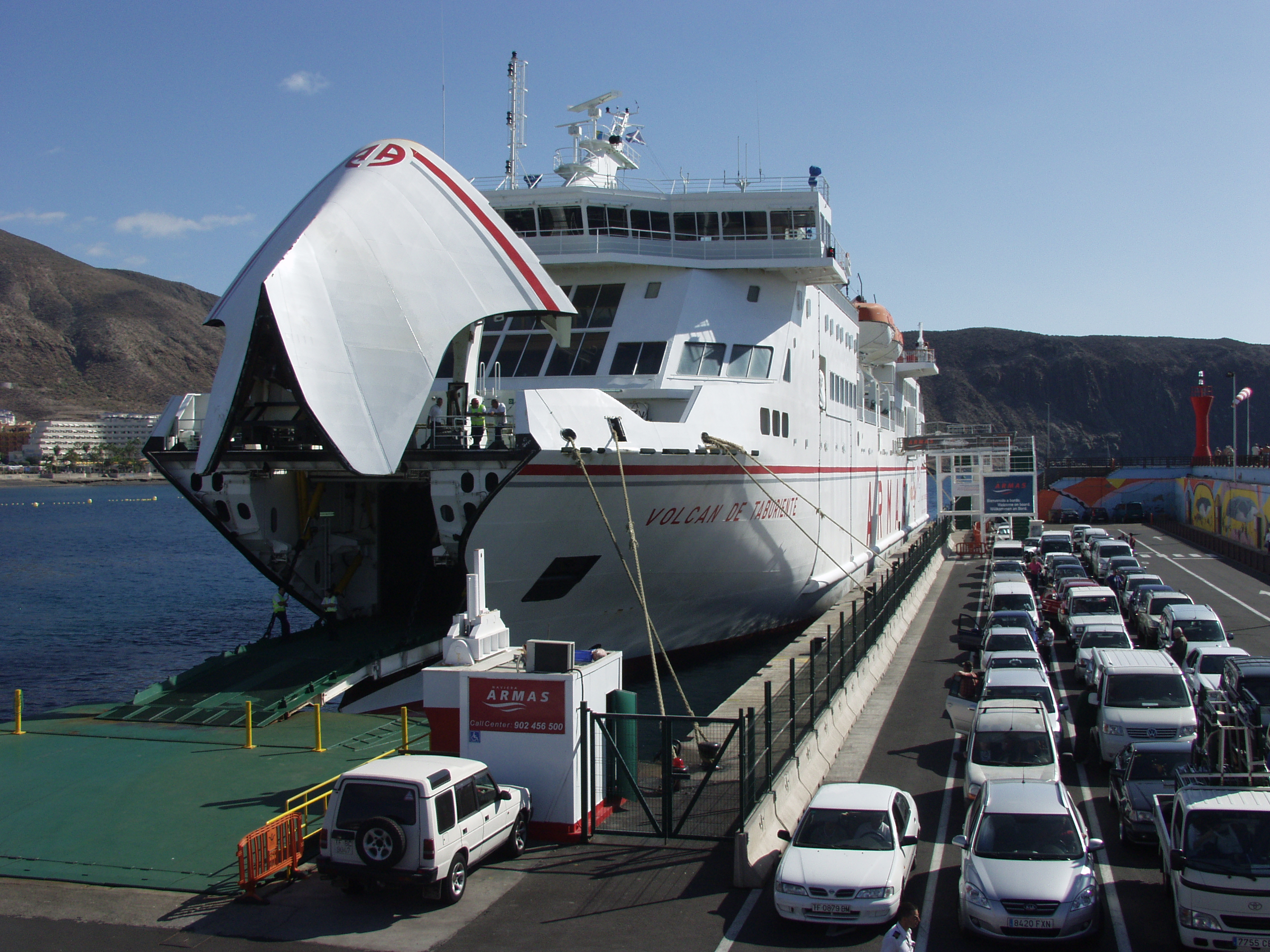
Offenes einteiliges Bugvisier der  Volcan de Taburiente
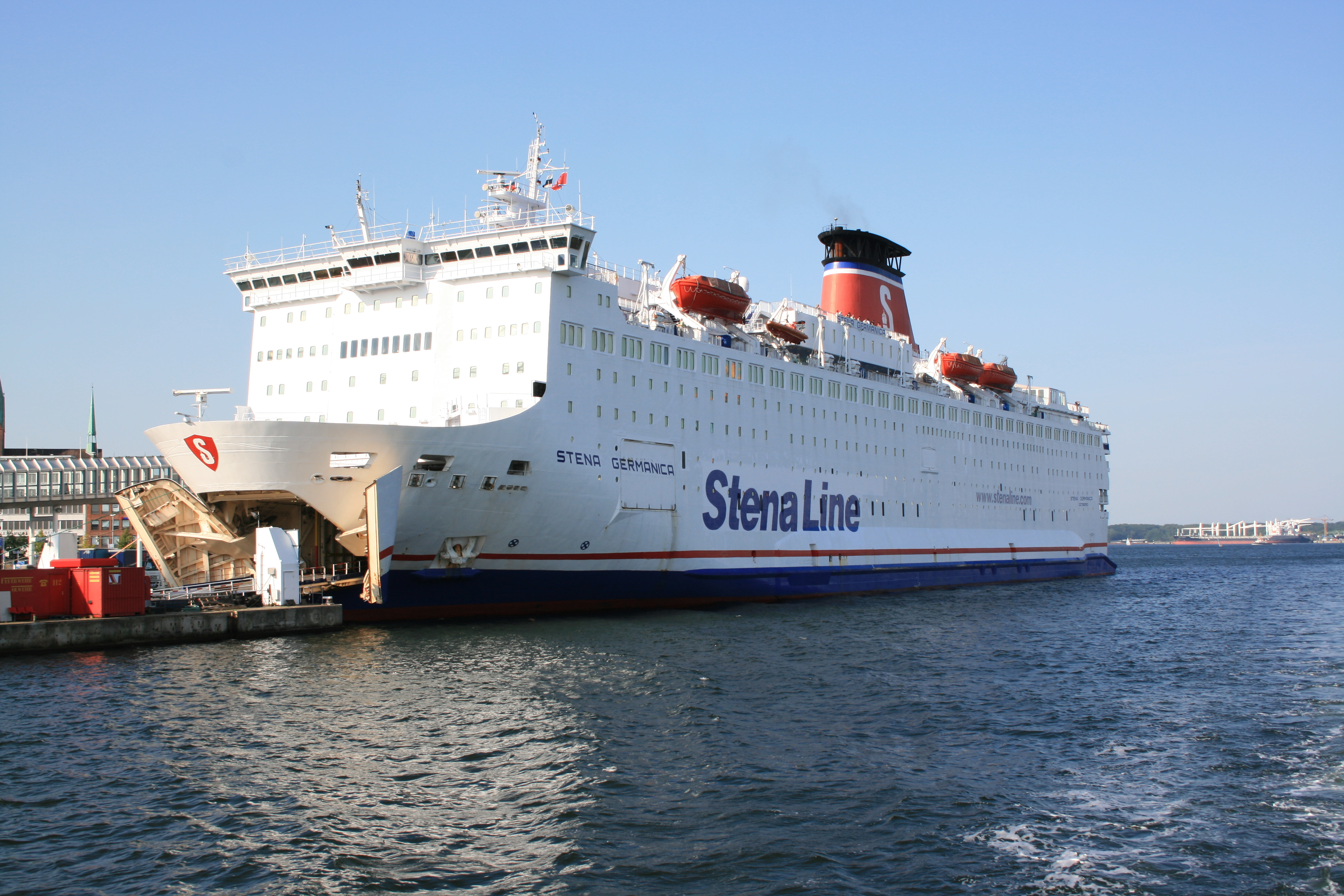
Offenes zweiteiliges Bugvisier der Stena Germanica
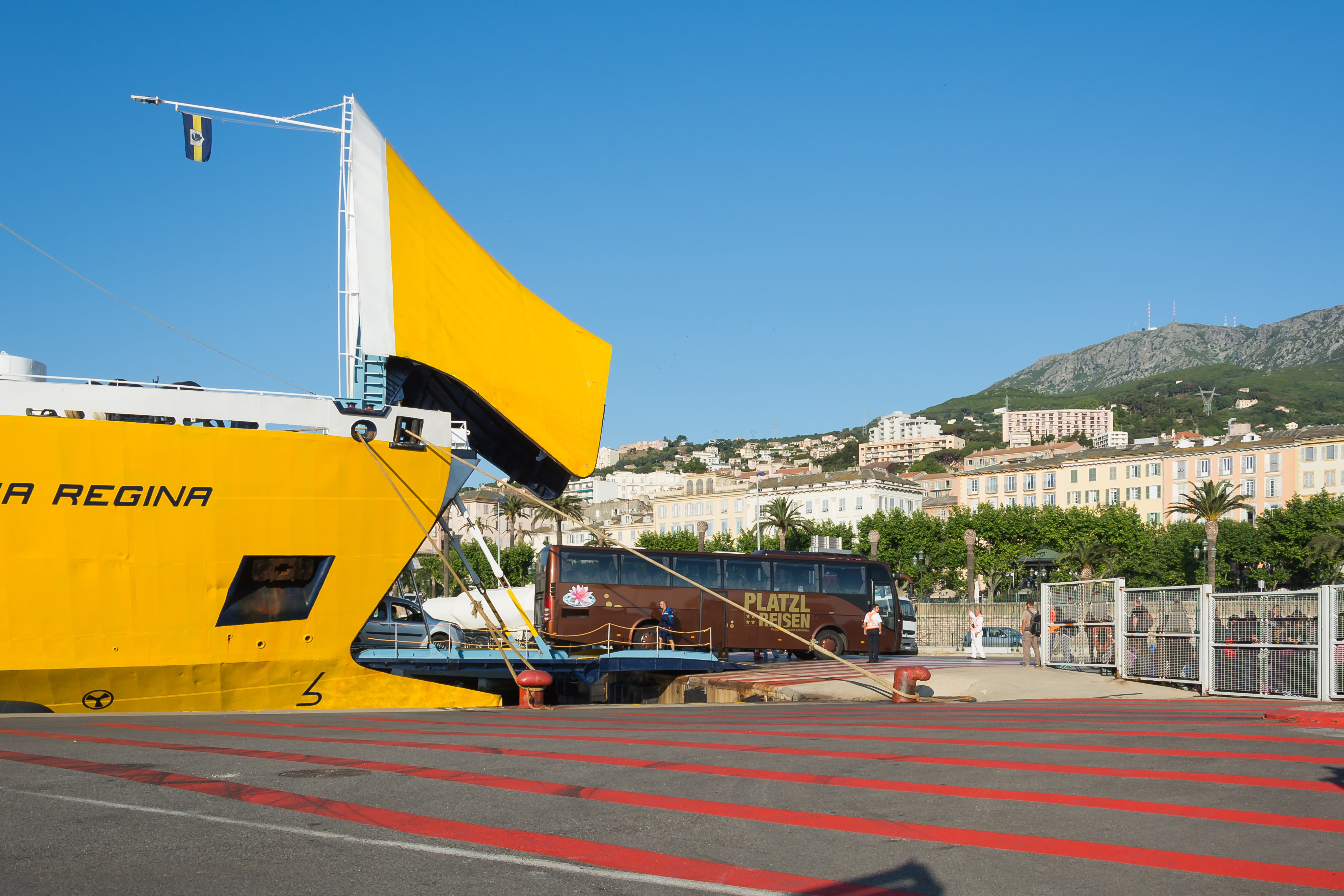
Sardinia Regina mit offener Bugklappe in Bastia
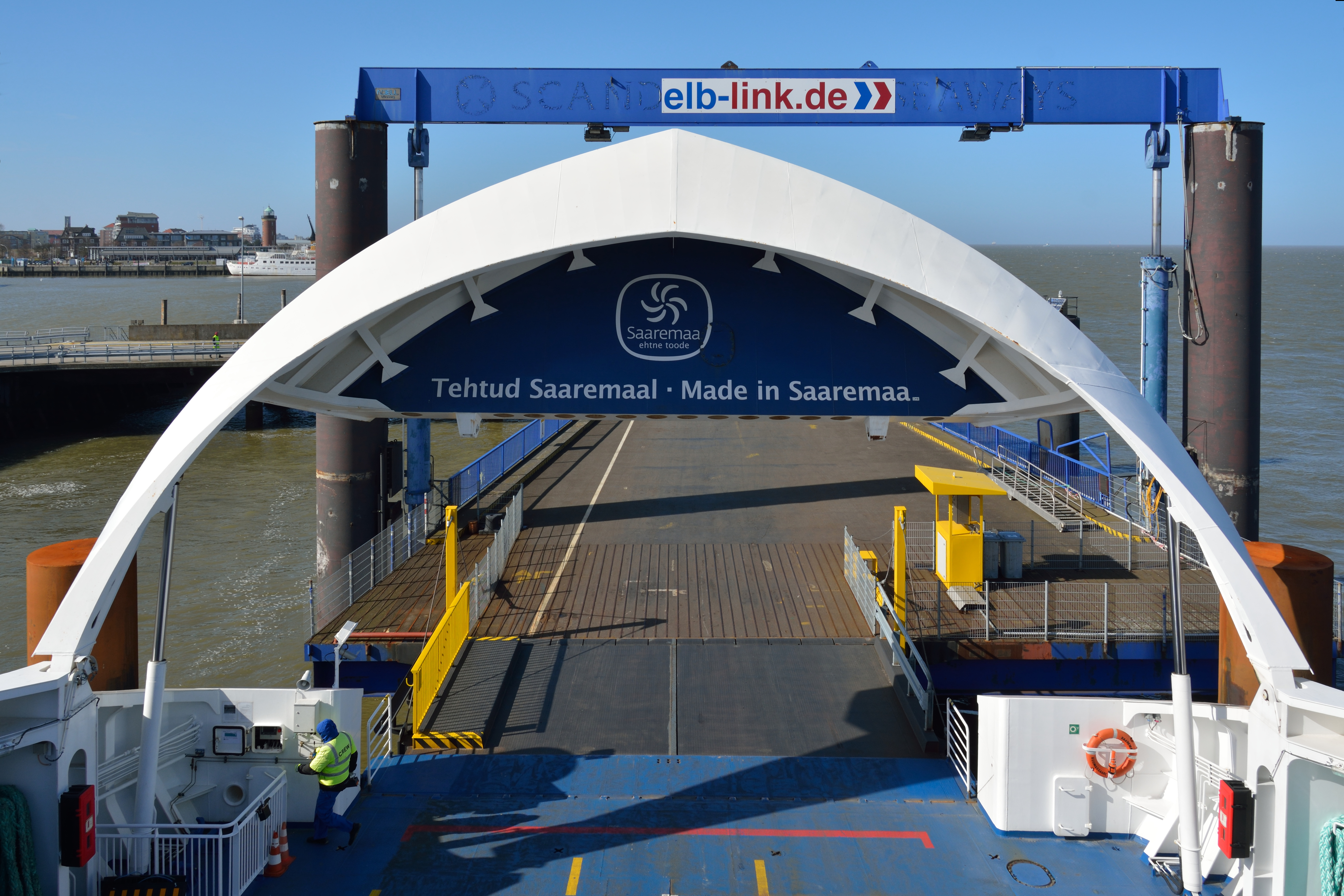
Anne-Marie am Fähranleger in Cuxhaven